# Troels Trier (maler)
 Ikke at forveksle med Troels Trier (musiker).
Troels Trier (30. april 1879 i Vallekilde - 21. september 1962 smst.) var en dansk maler som var naturalist, og malede landskaber og husdyr i klassisk stil.
Han lavede tegningen til Danmarks næststørste genforeningssten på Esterhøj, Høve. Trier var søn af grundlæggeren af Vallekilde Højskole Ernst Johannes Trier.